# Лісін Іван Іванович
Іван Іванович Лісін (1896, село Каніно Рязанської губернії, тепер Сапожковського району Рязанської області, Російська Федерація — ?) — радянський господарський діяч, директор Харківського електромеханічного заводу. Член Центральної Контрольної Комісії КП(б)У в червні 1930 — січні 1934 р. Член ЦК КП(б)У в січні 1934 — червні 1938 р. Член ВУЦВК.

## Життєпис
Народився у селянській родині. Трудову діяльність розпочав робітником у 1908 році.
Член РКП(б) з 1918 року.
Був головою волосного комітету бідноти, головою виконавчого комітету волосної ради.
З лютого 1919 року — в Червоній армії. Учасник Громадянської війни в Росії.
З 1921 року — студент Комуністичного інституту імені Свердлова у Москві.
У кінці 1920-х років — заступник голови Харківської окружної Контрольної Комісії КП(б)У — заступник голови Харківської окружної робітничо-селянської інспекції.
З 1931 до 1938 року — директор Харківського електромеханічного заводу (ХЕМЗ). З 1936 року був затверджений членом Ради при народному комісарі важкої промисловості СРСР.
25 липня 1938 року заарештований органами НКВС. Перебував у в'язниці. Виправданий у липні 1939 року.
У 1939—1940 роках — директор Харківського турбінного заводу.
Під час німецько-радянської війни працював директором декількох заводів на Уралі (зокрема, до жовтня 1941 року — директор дизельного заводу № 76 у місті Свердловську, з вересня 1943 року — директор заводу № 50 Народного комісаріату танкової промисловості СРСР (заводу транспортного машинобудування імені Свердлова) у Свердловську). Потім був начальником Головного управління міністерства у Москві.

## Нагороди
- орден Трудового Червоного Прапора (14.07.1937)